# Scinax squalirostris
Scinax squalirostris és una espècie de granota que es troba a l'Argentina, Bolívia, el Brasil, el Paraguai, Uruguai i, possiblement també, Perú.